# Rio Canumã
O Rio Canumã é um rio brasileiro do estado do Amazonas.
No curso deste rio é muito comum encontrar-se borboletas multicoloridas de diversas espécies, motivando, desta forma, o contrabando deste inseto para as mais variadas partes do planeta, o que se chama biopirataria.
O rio drena as águas do município de Borba.